# Општина Гергица (Прахова)
Гергица (рум. Gherghiţa) општина је у Румунији у округу Прахова.
Oпштина се налази на надморској висини од 77 m.